# Beeckestijn (schip)

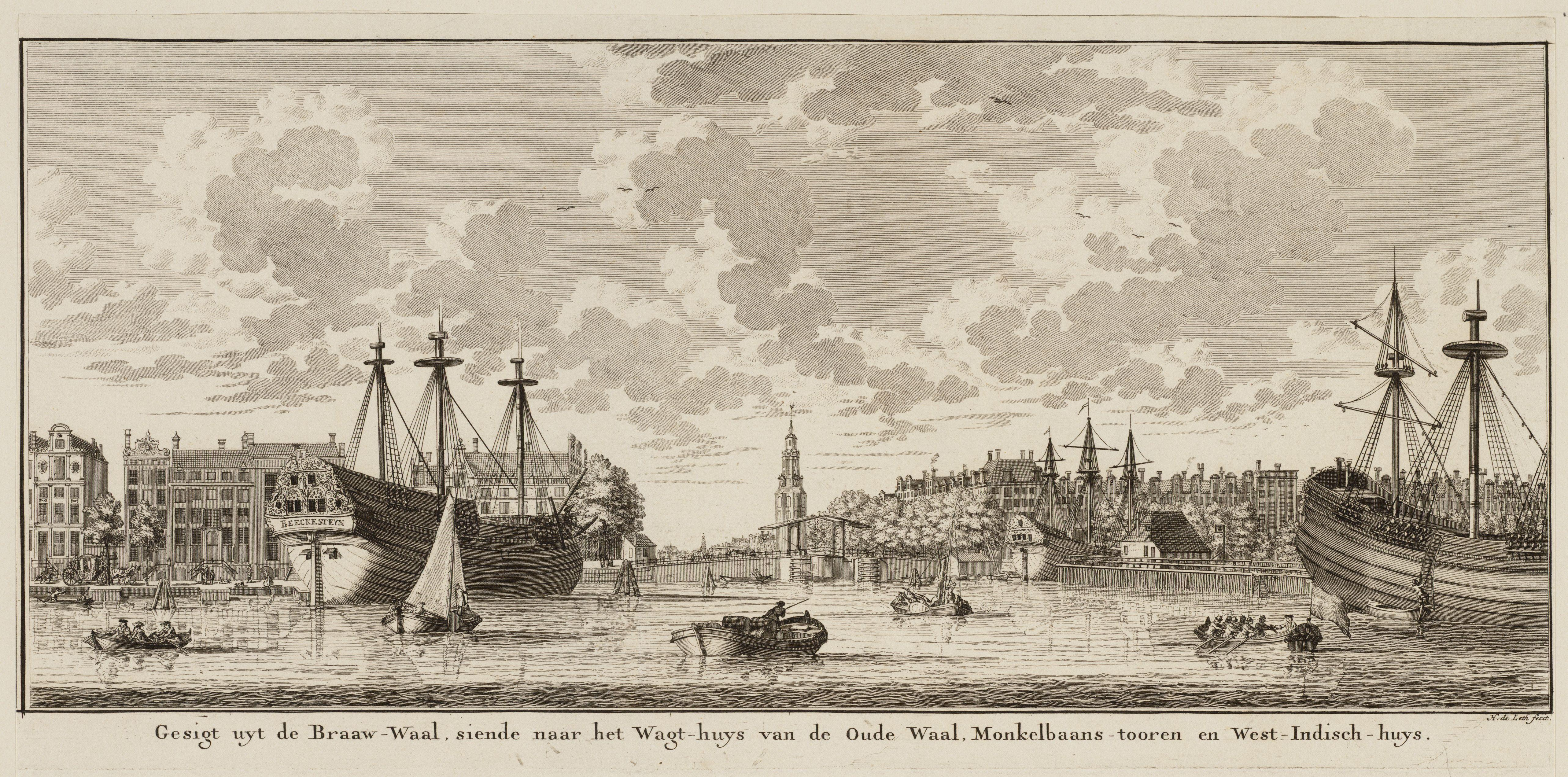
De Beeckestijn aangemeerd in Amsterdam

De Beeckestijn was een 18e-eeuws Nederlands slavenschip dat vanuit Amsterdam vertrok. Op een gravure van de graveur Hendrik de Leth ligt het schip aangemeerd voor de pakhuizen van de West-Indische Compagnie (WIC) aan de huidige Prins Hendrikkade.

## Geschiedenis
De Beeckestijn was eigendom van de West-Indische Compagnie. Omdat de WIC in 1730 haar monopolie op de slavenhandel opgaf, maar het fort Elmina behield om slavenhandelaren van gevangen mensen te voorzien, was het gedeeltelijk een particulier schip. Het schip maakte tussen 1722 en 1736 zeven reizen van de Afrikaanse westkust naar Suriname in Zuid-Amerika en Sint Eustatius in het Caribisch gebied. Er werden zesenveertighonderd Afrikaanse slaafgemaakten vervoerd van wie er minstens 1.000 stierven tijdens de reis. Op enkele reizen bedroeg het sterftecijfer zelfs een derde.
De eerste reis van de Beeckestijn, onder kapitein Dirk de Wolf, was op 19 februari 1721 vanuit de haven van Texel. Het schip telde 63 bemanningsleden en was bewapend met 26 kanonnen.

## Gravure
De gravure van de Beeckestijn is de enige bekende 18e-eeuwse prent van een schip van de West-Indische Compagnie en welbekend. Pas door de bij toeval opgedoken documenten door historicus Mark Ponte werd het schip in verband gebracht met de slavenhandel. Mark Ponte was gastconservator van de tentoonstelling Amsterdammers en slavernij in het Stadsarchief Amsterdam. De tentoonstelling in het stadsarchief was te zien van 30 juni tot 15 november 2020. Er zijn geen andere tekeningen van Nederlandse slavenschepen uit die tijd bekend.